# Arvingen
Arvingen er en dansk film fra 1954, skrevet af Poul Sarauw og instrueret af Alice O'Fredericks og Jon Iversen.

## Medvirkende
- Poul Reichhardt
- Astrid Villaume
- Ib Schønberg
- Gunnar Lauring
- Nina Pens
- William Rosenberg
- Paul Hagen
- Ingolf David
- Karl Stegger
- Knud Hallest

## Eksterne links
- Arvingen på Internet Movie Database (engelsk)
- Arvingen på Filmdatabasen
- Arvingen på danskefilm.dk
- Arvingen på danskfilmogtv.dk
- Arvingen på Scope
- Arvingen på The Movie Database (engelsk)